# Wet T-shirttävling

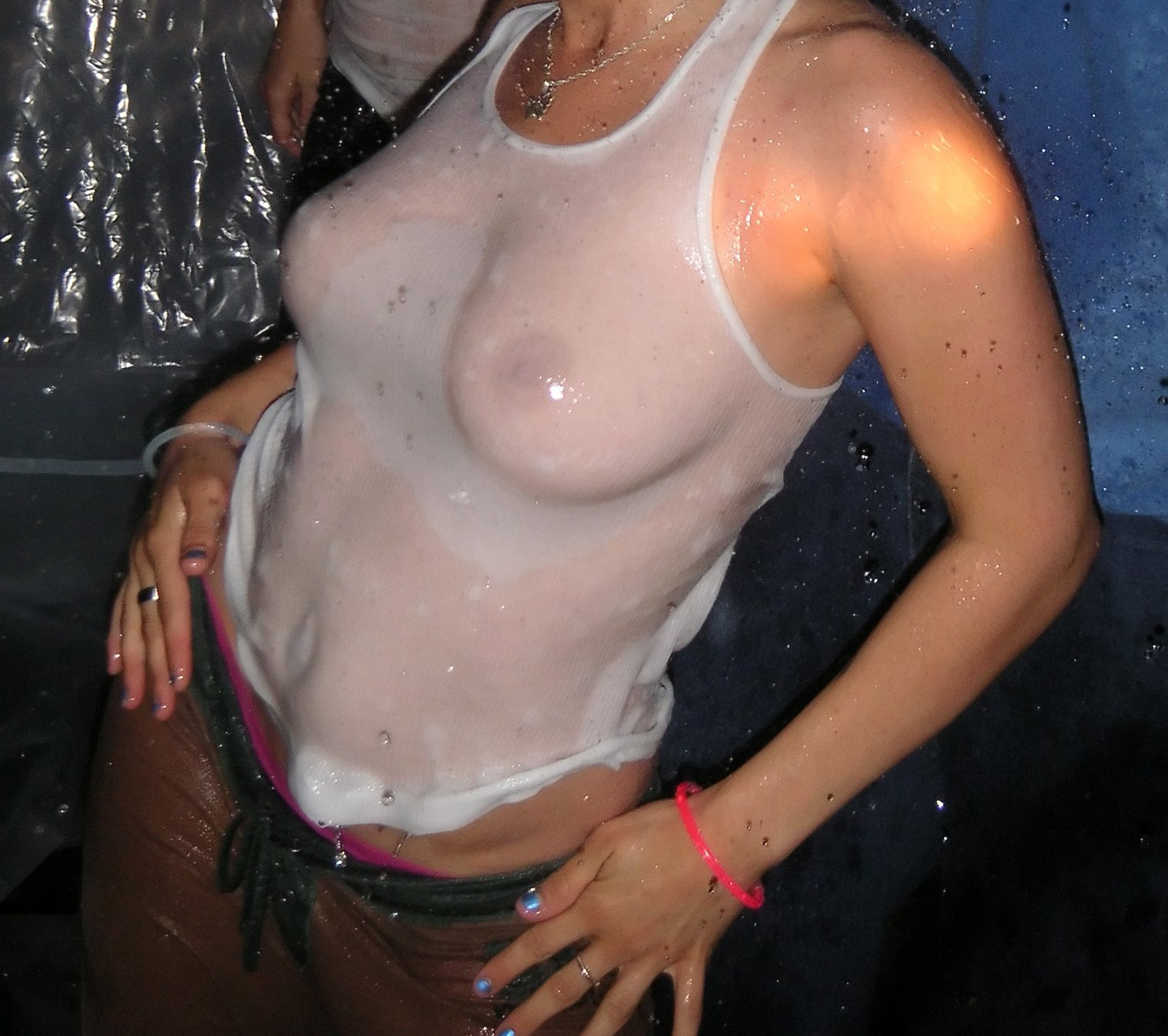
Deltagare i en wet T-shirttävling

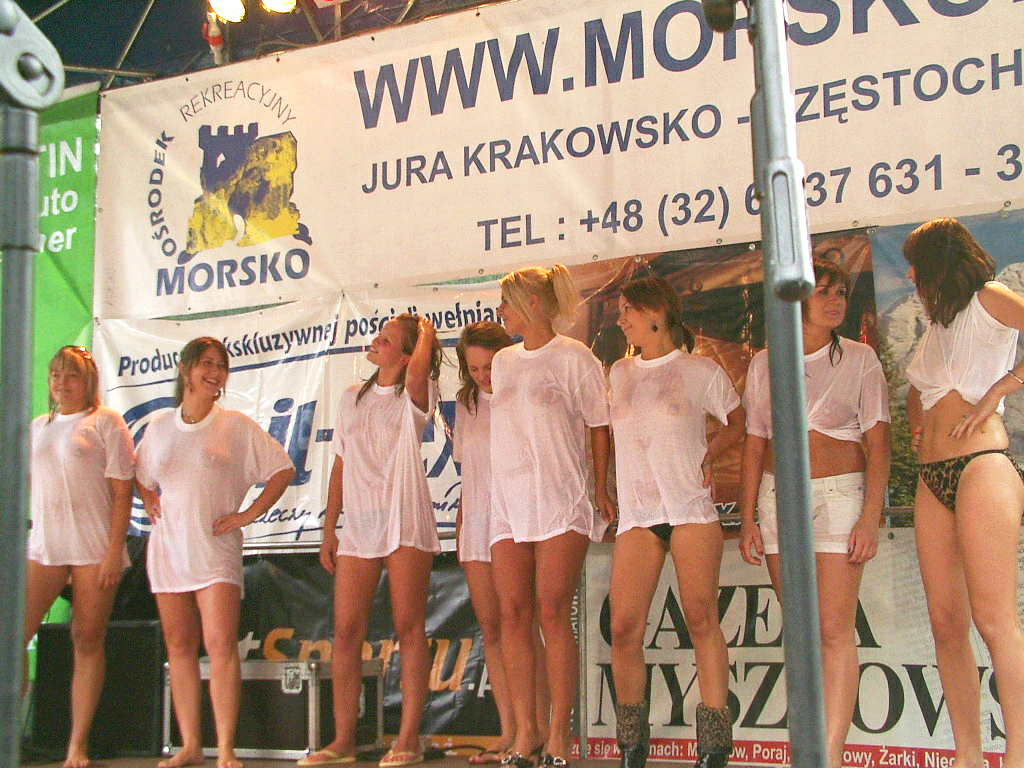
Wet-t contest, Polen 2008.

Wet T-shirttävling är en skönhetstävling för kvinnor som går ut på att de visar upp sig i en oftast vit T-shirt utan BH och får vatten hällt över sig. Tröjan består i regel av bomull eller något annat material som då det blir vått blir transparent och framhäver brösten.